# Mónica Kahlo
Mónica Kahlo é uma encenadora, dramaturga, produtora e actriz portuguesa (Lisboa, 09 de Junho de 1993). Com mais de 11 anos de experiência em dramaturgia e encenação, passando pela gestão cultural, curadoria, produção artística e direção de arte, como Produtora, Encenadora e Actriz, trabalhou com mais de 70 auditórios, teatros e salas de espetáculo em Portugal e Espanha. Foi a fundadora de duas companhias de teatro, Companhia Vidas de A a Z e Produções D. Mona, dirigiu programas de rádio, fundou uma produtora de realidade virtual e uma galeria de arte premiada. Entre os espetáculos realizados destacam-se, em teatro, Não Kahlo, O Evangelho de Van Gogh, Eu Sou Mediterrâneo, Vovó Ganza!, Kusama & Warhol, entre outros; e em curadoria, World’s Great Painters, Masters of Fauvism e Exclusible Icons.

## Biografia
Mónica Kahlo nasceu em Lisboa a 9 de Junho de 1993. Licenciada em Artes e Humanidades, com major em Artes do Espectáculo pela Faculdade de Letras da Universidade de Lisboa, mestrado em Teatro - Especialização em Artes Performativas pela Escola Superior de Teatro e Cinema e doutoranda em Artes performativas e da imagem em movimento pela Universidade de Lisboa/Instituto Politécnico de Lisboa. A sua ligação ao teatro surge através da Academia enquanto dramaturga, sendo que se inicia na escrita dramática em 2014 com a peça Vidas de A a Z: Viver 100 vidas em vidas que não vive que viria a dar origem à companhia Vidas de A a Z e ao seu início de carreira profissional enquanto produtora, encenadora e intérprete.

Integrou também este projecto como actriz no papel de Senhor Pimenta, um idoso com Alzheimer. O espectáculo esteve em cena de 6 de Junho de 2014 a 28 de Fevereiro de 2015, tendo passado por várias salas de espectáculo do país, entre elas o Teatro Turim, Casa das Histórias Paula Rego, Cine-teatro Municipal de Serpa, Auditório Municipal António Silva, Centro Cultural de Vila do Bispo, Faculdade de Letras da Universidade de Lisboa. 

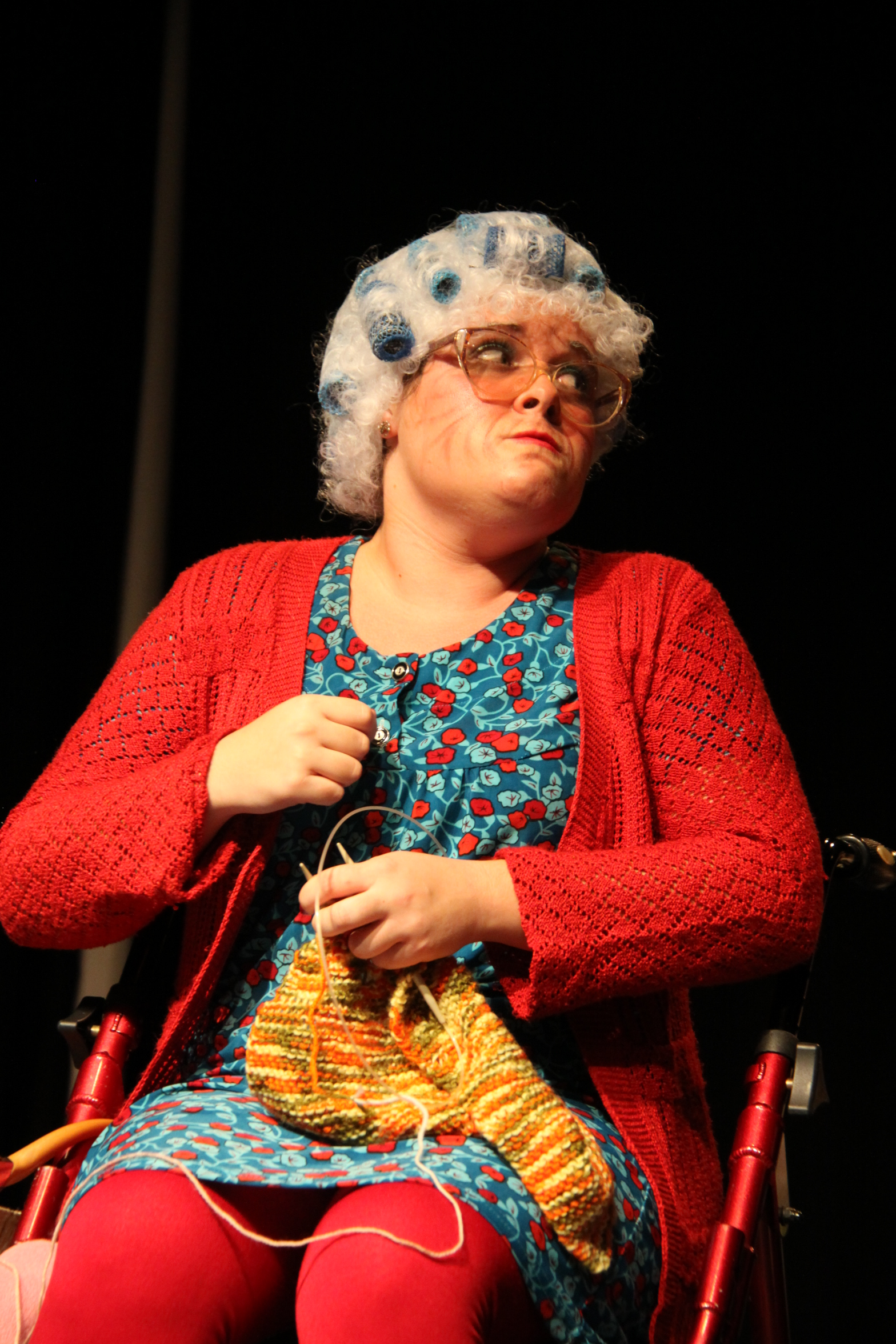
Mónica Kahlo em Vovó Ganza! Uma comédia de faca e alguidar...

Em Setembro iniciou a sua formação profissional em teatro na Escola Superior de Teatro e Cinema, tal como uma digressão de um ano com o espectáculo Vidas de A a Z: Viver sem vidas em vidas que não vivem. Durante o ano de 2014 escreveu, encenou e interpretou a curta de teatro Auto-retrato do Eu Português, com Sílvia Raposo, resultado de um projeto sobre o Auto-retrato, que integrava outras performances como Auto-retrato do Eu com os saltos cor-de-rosa; Aqui jazeu, paz à minha alma! e Faca faca faca faca... Faca!.
Em 2015 escreve a comédia Amar ou Não Há Tragédia Sem Comédia , em co-autoria com Sílvia Raposo. Ano em que a companhia Vidas de A a Z produz o espectáculo NÃO HÁ TRAGÉDIA SEM COMÉDIA: As Desventuras do Amor, estreado a 11 de Julho de 2015 na Casa da Cultura de Mora e digressão por variadas salas de espectáculo, entre elas, Centro Cultural Dr. António Menano, Museu Municipal de Faro, Centro Cultural de Vila do Bispo, Auditório Municipal de Vendas Novas, tendo integrado também o FesTA (Festival de Teatro 2015). O espectáculo foi transmitido em directo pela Tv Guadiana a 26 de Setembro de 2015. Espectáculo que também integrou como actriz nos papéis de Uma Amélia, A Portuguesa, Uma Sofia e Abundâncio da Anunciação.
Em Maio do mesmo ano fez parte do espectáculo Desconcerto como actriz e autora, com encenação de Linda Valadas e, em Junho, integrou o espectáculo FÊMEA, uma criação conjunta com Inês Melo, Júlia Pereira e Rute Cabral. Em Outubro retomou a escrita dramática com a peça Uma Questão de Sexo ou de Morte , que veio a dar origem ao espectáculo com o mesmo nome onde cinco mulheres e uma travesti partilham as suas necessidades e frustrações sexuais e o qual integrou também enquanto intérprete no papel de Valéria.
Em 2016 produziu e encenou o espectáculo EU SOU MEDITERRÂNEO: Um espectáculo sobre a banalidade do mal, em co-autoria com Sílvia Raposo, com o objetivo de fomentar o debate político-social e académico em torno do jihadismo global e da crise migratória no mediterrâneo. Ainda, integrado e sobre o processo de criação do espectáculo Eu Sou Mediterrâneo: um espectáculo sobre a banalidade do mal, criou a performance Tudo Bem./Alright. (2016).
Já em 2017, em co-autoria com Sílvia Raposo, inicia a escrita e encenação da peça Vovó Ganza! Uma comédia de faca e alguidar, uma comédia que nos conta a história de Vovó Ganza, a idosa simpática do rés-do-chão que vive à míngua com a sua filha Hortência e o seu afilhado Brocas quando é acusada por Antonieta, a vizinha cusca, de ser a principal dealer do bairro.
Ainda em 2017 dá início à criação do espectáculo Não Kahlo que integra como performer e criadora. O espectáculo adapta a obra, vida e sonhos da pintora mexicana Frida Kahlo ao universo de Lewis Carrol e estreou em Maio de 2018, no Centro Cultural da Malaposta, em Lisboa, e passado pelos palcos madrilenos no âmbito do III Ciclo de Teatro Argentino do Teatro El Umbral de Primavera, bem como do Festival Clown e Cabaret do Teatro El Montacargas.

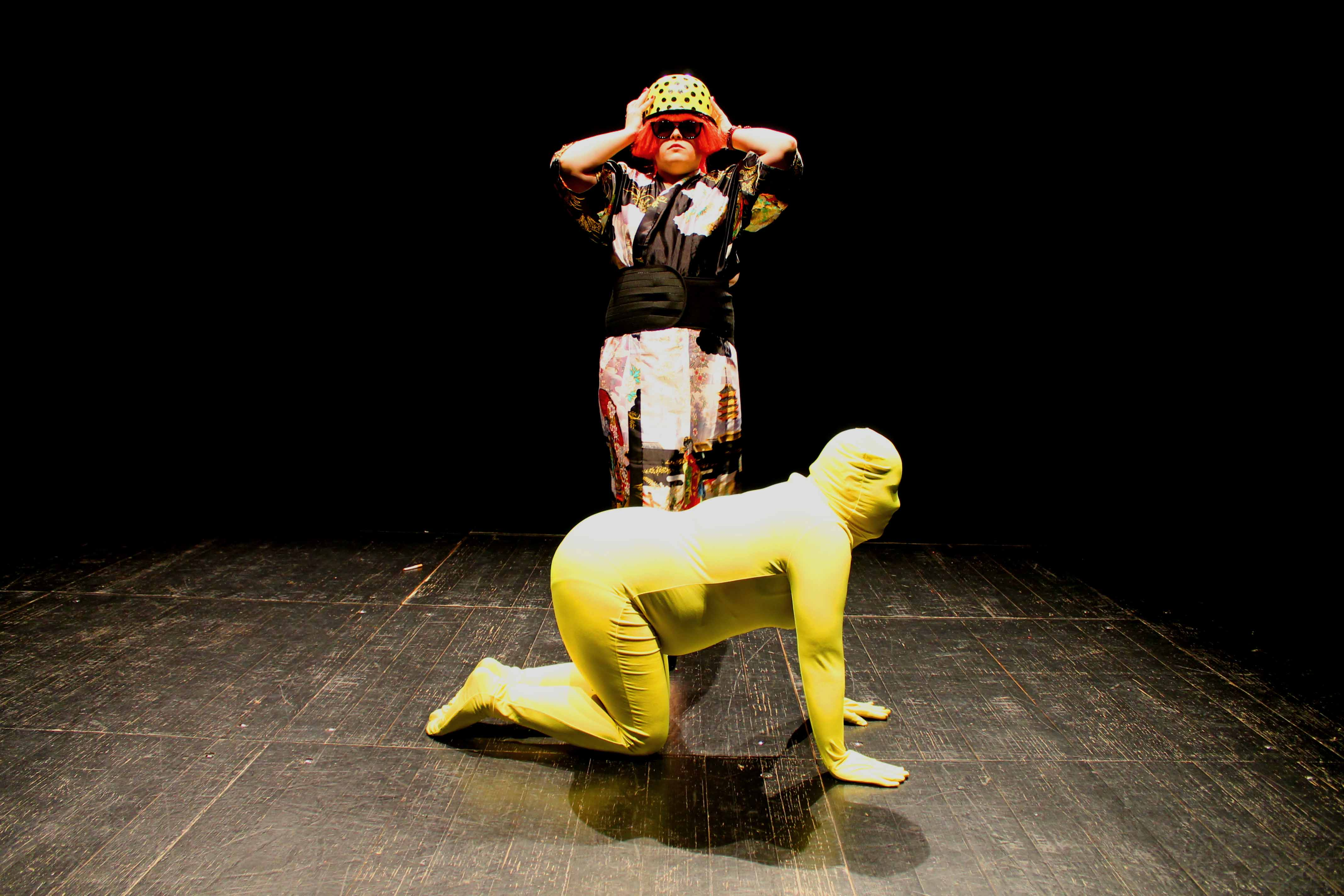
Mónica Kahlo como Rainha Polka no espectáculo Kusama e Warhol: o maior roubo da pop.

 Em 2019 interpreta o papel de Yayoi Kusama no espectáculo Kusama e Warhol: o maior roubo da pop, também das produções D. Mona, que estreou em Maio no Quartel das Artes e integra também dois festivais internacionais de teatro em Madrid e Cantábria, respectivamente.
Em 2020 leva à cena a dramédia O Evangelho de Van Gogh, um espectáculo sobre um dos mais famosos pintores do mundo, o qual integra também no papel do protagonista Vincent Van Gogh. O espectáculo estreia em Sevilha, integrando o festival EL FOC, chegando a Lisboa em Outubro de 2020 no Centro Cultural de Carnide e iniciando digressão nacional e internacional. 
Mais recentemente veio a adquirir uma vasta experiência como Curadora e Diretora de Arte, trabalhando com artistas, galerias e museus. Durante a sua carreira, teve a oportunidade de atuar em diversas instituições renomadas, como a Saatchi Gallery em Londres e Pavart Gallery em Roma. Mais recentemente, Mónica exerceu a função de Produtora Executiva de Realidade Virtual no projeto Artbox VR. Foi finalista do Concurso Banco Montepio Acredita Portugal e foi nomeada em 2019 ao prémio Nazario em Sevilha pelo contributo das suas produções teatrais para a igualdade e para a não-discriminação com base no género.
Mónica ainda teve experiências no setor radiofónico, sendo produtora dos programas de rádio Que Los Monos me Muerdan! na Rádio a Bordo de Madrid e O Gato Comeu-te a Língua na Rádio na Rádio Movimento PT.

## Teatro
- Encenação/Elenco principal, "Van Gogh" em O Evangelho de Van Gogh, 2020-2021
- Encenação/Elenco principal, "Yayoi Kusama" em Kusama e Warhol: o maior roubo da pop, 2019-2020
- Encenação/Elenco principal, "Kahlo" e "Rabbit" em Não Kahlo, 2018-2019
- Encenação/ Elenco principal, "Adelaide de Jesus Pimpão" em Vovó Ganza! Uma comédia de faca e alguidar, 2017-2018
- Encenação/Elenco principal, "Valéria" em Uma Questão de Sexo ou de Morte, 2015-2017
- Encenação/Elenco principal, "Al-Portughalis" em Eu Sou Mediterrâneo: um espectáculo sobre a banalidade do mal, 2015-2016
- Encenação/Elenco principal, "Sr.Pimenta" em Vidas de A a Z: Viver 100 Vidas em Vidas que não Vivem, 2014-2015
- Encenação/Elenco principal, "Agente funerário", "Uma Amélia" e "Uma Sofia" em Não Há Tragédia Sem Comédia, 2015-2016
- Elenco principal, Desconcerto (2015)
- Criação colectiva/Elenco principal, FÊMEA (2015)
- Encenação/Elenco principal, "A Portuguesa" em Auto-retrato do Eu Português, 2014
- Encenação/Elenco principal, Auto-retrato do Eu Português (Monólogo/2014)
- Encenação/Elenco principal, Aqui Jazeu, Paz à minha alma! (Monólogo/2014)
- Encenação/Elenco principal, Faca faca faca faca... Faca! (Monólogo/2014)
- Encenação/Elenco principal, Auto-retrato do Eu com os Saltos Cor-de-Rosa (Monólogo/2014)

## Obras dramáticas e de ficção

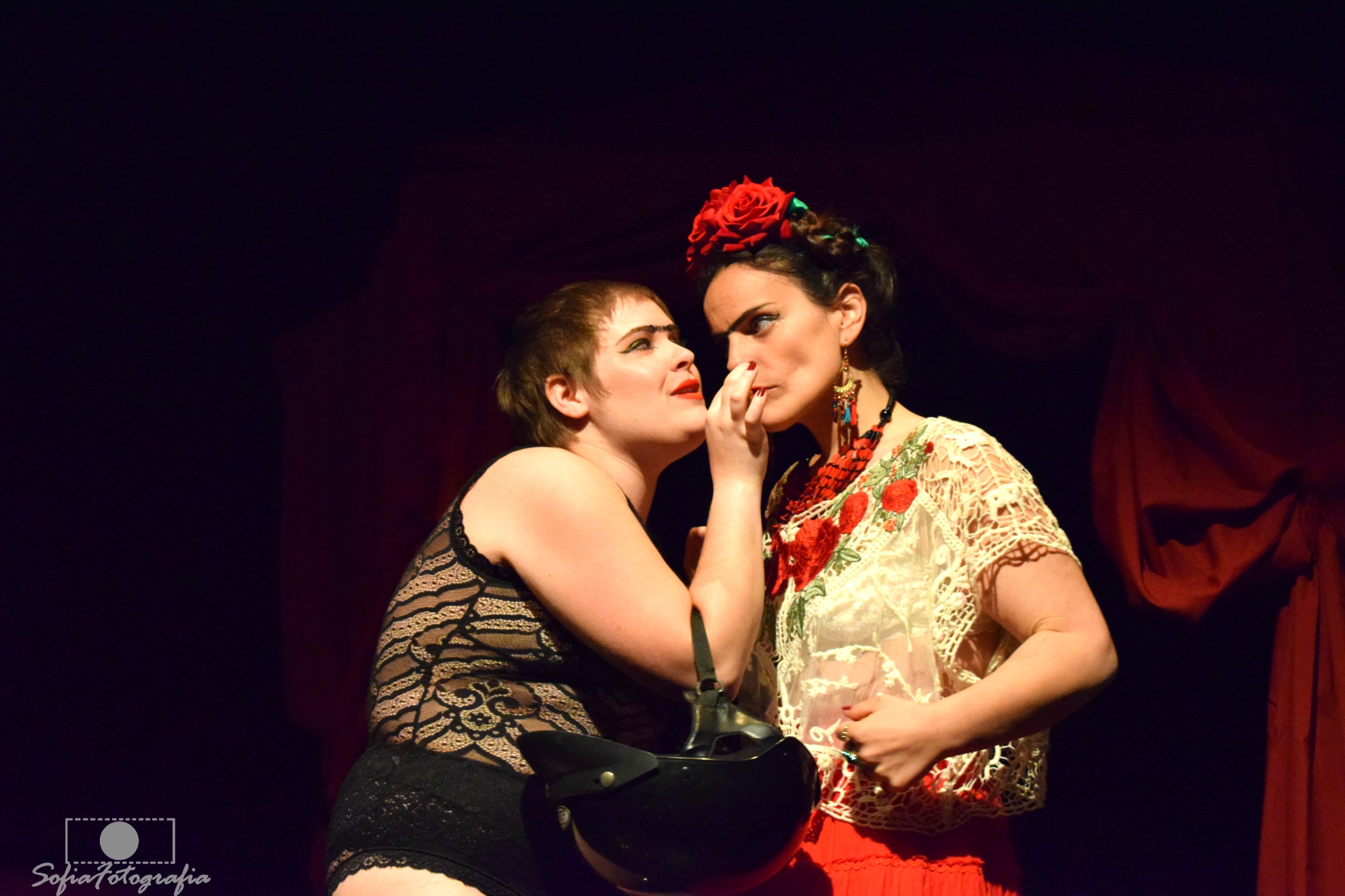
Não Kahlo, de D. Mona. Mónica Kahlo como Rabbit.

- Kusama e Warhol: o maior roubo da pop, em co-autoria com Sílvia Raposo (texto dramático, 2019/20)
- Não Kahlo, em co-autoria com Sílvia Raposo (texto dramático, 2018-19)
- Vovó Ganza! Uma Comédia de Faca e Alguidar, em co-autoria com Sílvia Raposo (texto dramático, 2017)
- Tudo Bem/Alright (texto dramático, 2016)
- Eu Sou Mediterrâneo: um espectáculo sobre a banalidade do mal, em co-autoria com Sílvia Raposo (texto dramático, 2016)
- Tive um desses tantos pensamentos, integrado no espectáculo FÊMEA (monólogo, 2015)
- Não Há Tragédia Sem Comédia: As desventuras do Amor, em co-autoria com Sílvia Raposo (texto dramático, 2015)
- Vidas de A a Z: Viver 100 Vidas em Vidas que não Vivem, em co-autoria com Sílvia Raposo (texto dramático, 2014)
- Auto-retrato do Eu Português (monólogo, 2014)
- Aqui Jazeu, Paz à minha alma! (monólogo, 2014)
- Faca faca faca faca... Faca! (monólogo, 2014)
- Sobre a Cegueira (texto dramático, 2014)
- A Cupida (texto dramático, 2014)
- Auto-retrato do Eu com os Saltos Cor-de-Rosa (monólogo, 2014)
- Diário de um Resignado (ficção em prosa, 2012 / adaptado a texto dramático em 2017)
- Vidas Embargadas (ficção em prosa, 2014/ adaptado a texto dramático em 2017)
- Era uma vez... no sítio de Meio-termo (conto infantil, 2014)
- Dia Um a Contar do Fim (narrativa de viagem, 2013)
- Orquídeas com amor, O pão que alguém amassou e De Lisboa ao Porto é uma vida (trilogia de contos eróticos, 2012)

## Exposições
- 2023 380.49hPa by Jiayu Liu & MASTERS OF CONTEMPORANEITY (colect). Saatchi Gallery, Londres, UK.

Octubro 11-15.
- 2023 380.49hPa by Jiayu Liu & MASTERS OF CONTEMPORANEITY (colect). ARMAZÉM DAS ARTES. Alcobaça,

Portugal. Outubro 19-21.
- 2023 MASTERS OF FAUVISM (colect). ARMAZÉM DAS ARTES. Alcobaça, Portugal. Outubro 19-21.
- 2023 EXCLUSIBLE ICONS (colect). Vale das Mós Summer Fest, Portugal. Julho 21-22.
- 2023 EXCLUSIBLE ICONS (colect). Pavart Gallery, Italy. Janeiro 20.
- 2022 CONTEMPORARY ARTISTS (colect). SHOPPING COLOMBO. Lisboa, Portugal. Oct 3 - 15.
- 2022 WORLD’S GREAT PAINTERS. ARMAZÉM DAS ARTES. Alcobaça, Portugal. Oct 17-19.
- 2022 EXCLUSIBLE ICONS (colect). São Rafael Galleries. Lisboa. Novembro.
- 2022 LA VIE EN ROSE (colect). São Rafael Galleries. Lisboa. Julho.
- 2022 IN THE SKIN OF (colect). São Rafael Galleries. Lisboa. Março.
- 2021 THAT’S ALL (colect). São Rafael Galleries. Lisboa. Dezembro.
- 2021 THE WINTER’S TALE (colect). São Rafael Galleries. Lisboa. Dezembro.
- 2021 THE NUTCRACKERS (colect). São Rafael Galleries. Lisboa. Dezembro.
- 2021 THE BEANSTALKERS (colect). São Rafael Galleries. Lisboa. Dezembro.
- 2021 THE BEASTS OF BEAUTY (colect). São Rafael Galleries. Lisboa. Novembro.
- 2021 MIDSUMMER NIGHT’S (colect). São Rafael Galleries. Lisboa. Julho.
- 2021 INFORMATION bu Rodolfo M. Costa. São Rafael Galleries. Lisboa. Maio.

## Galeria

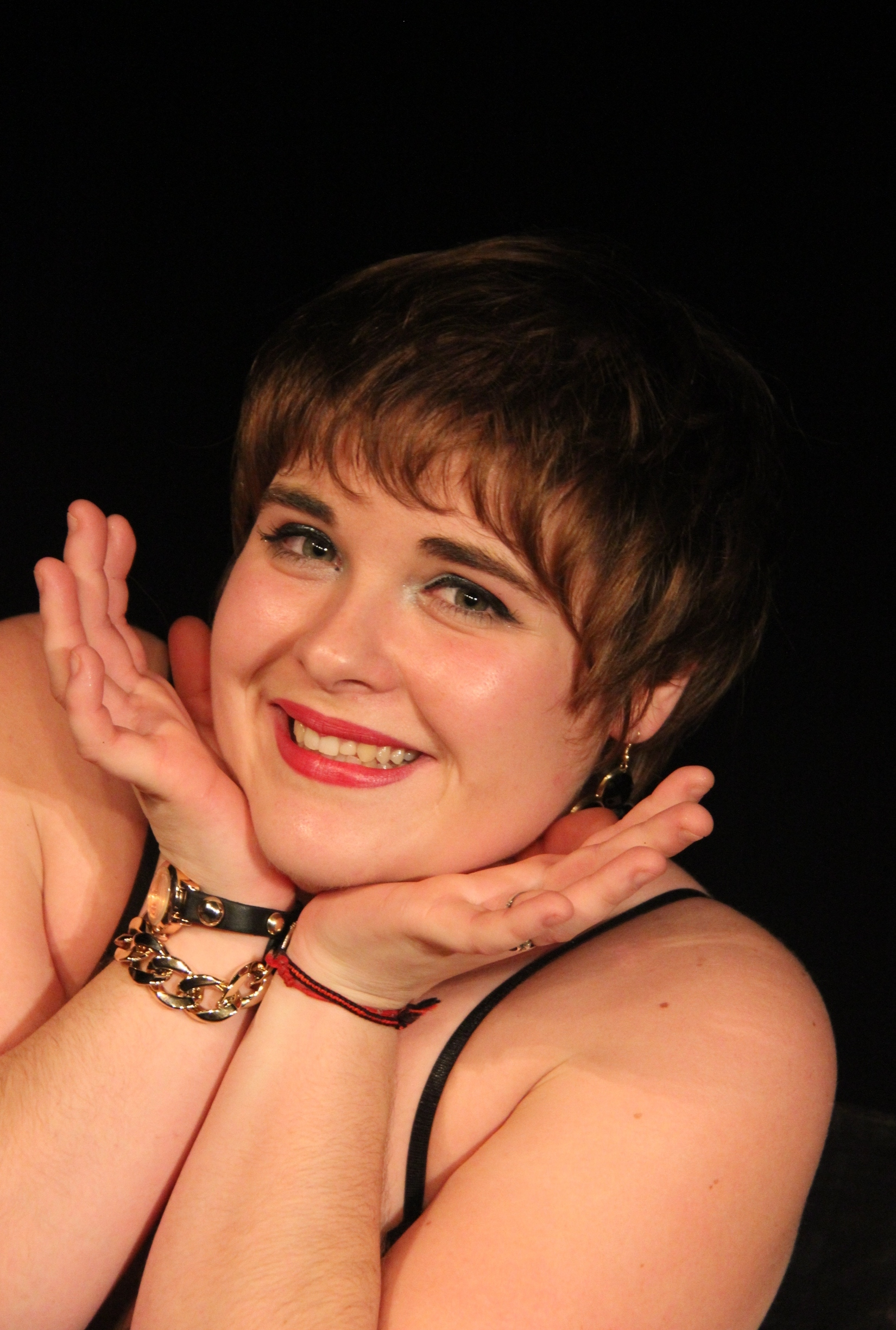
Mónica Kahlo em Uma Questão de Sexo ou de Morte
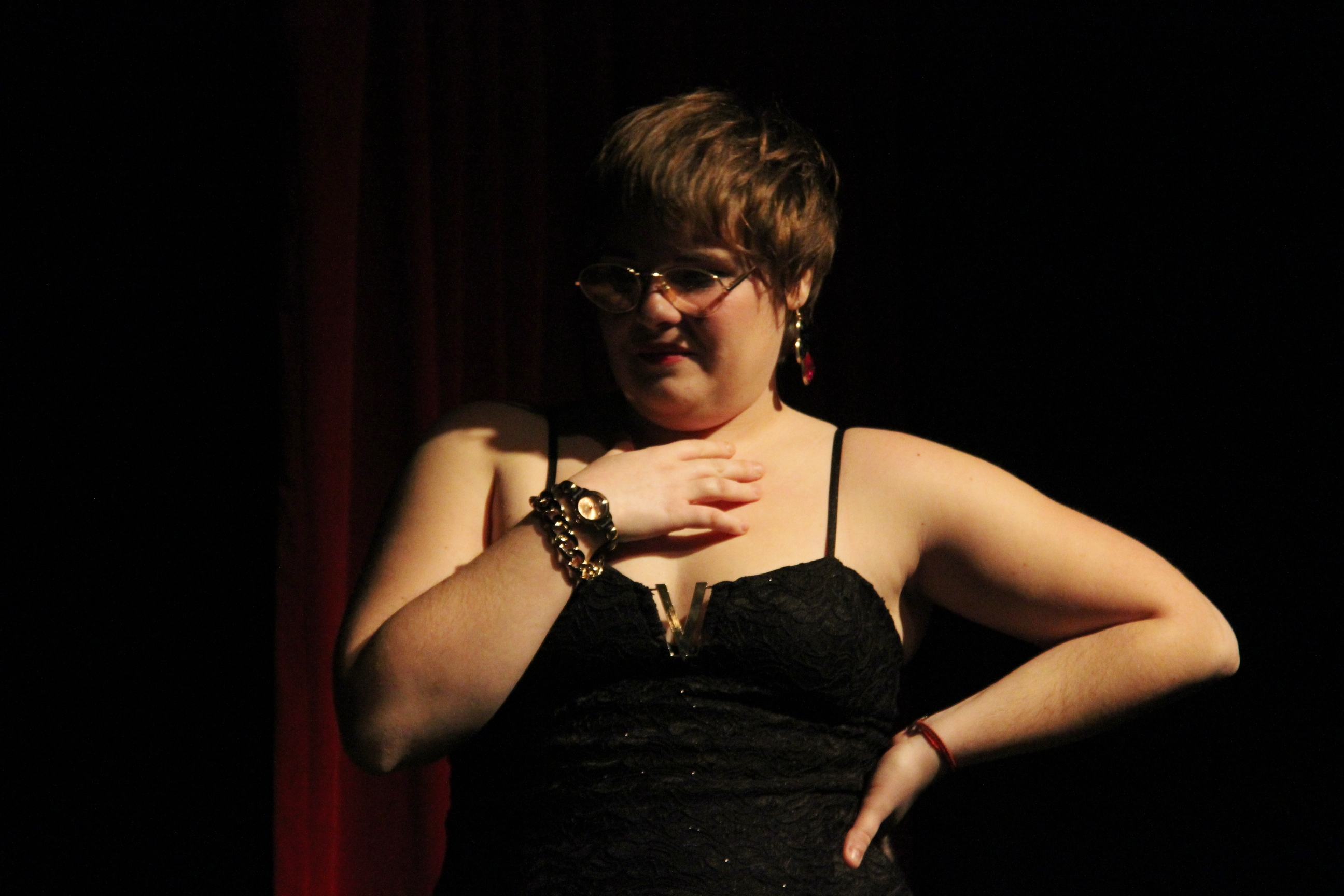
Mónica Kahlo em Uma Questão de Sexo ou de Morte
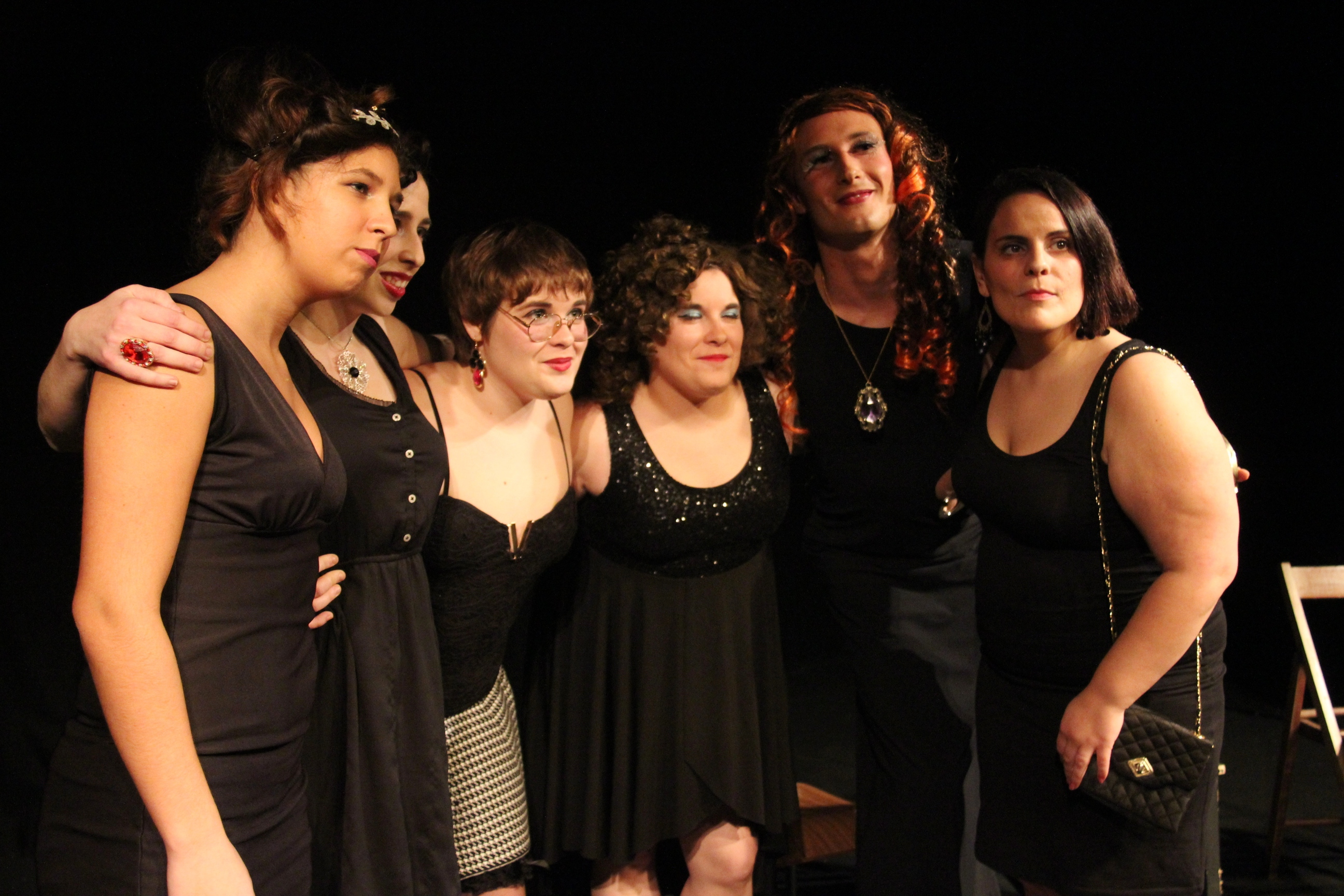
Mónica Kahlo em Uma Questão de Sexo ou de Morte
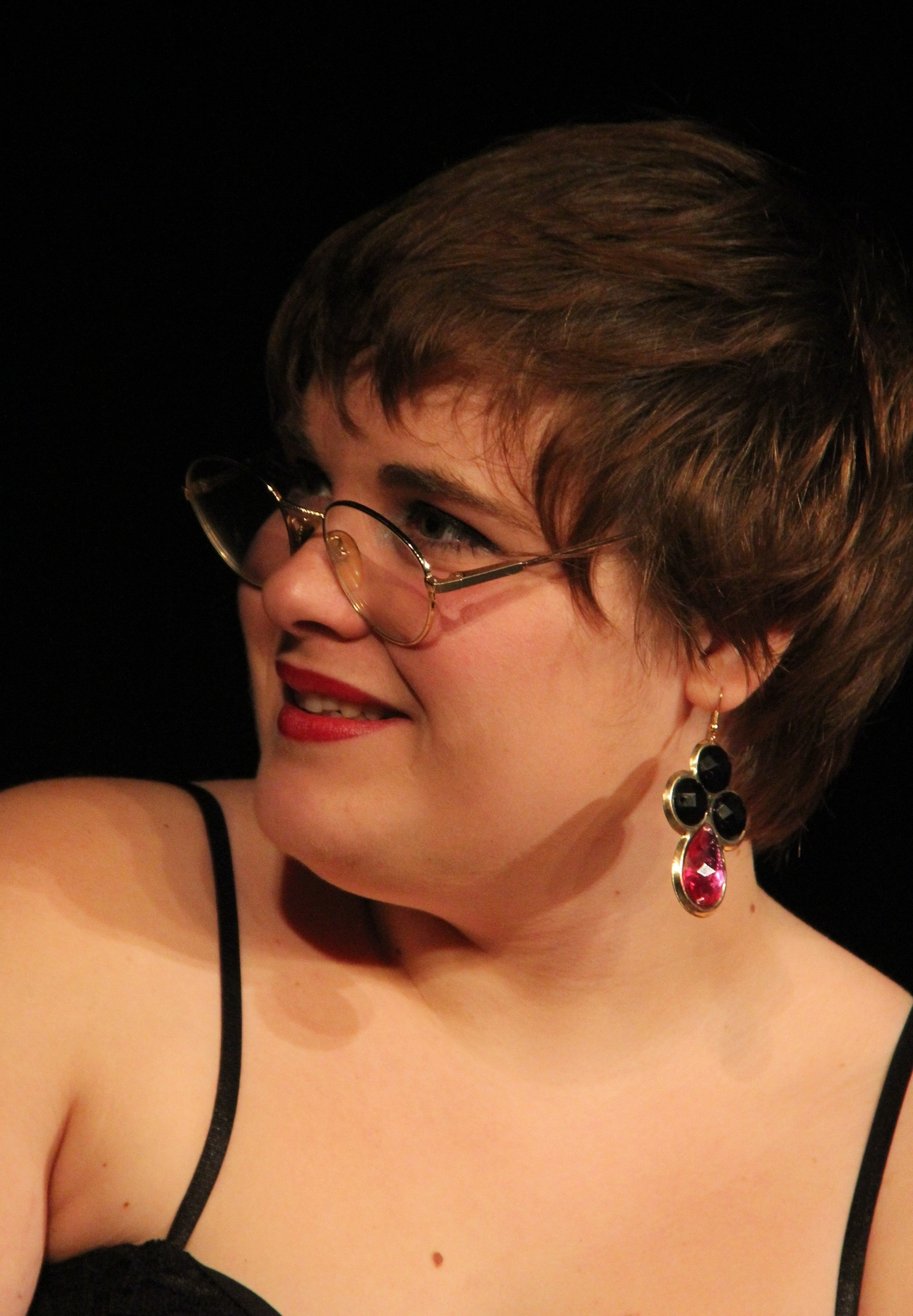
Mónica Kahlo em Uma Questão de Sexo ou de Morte
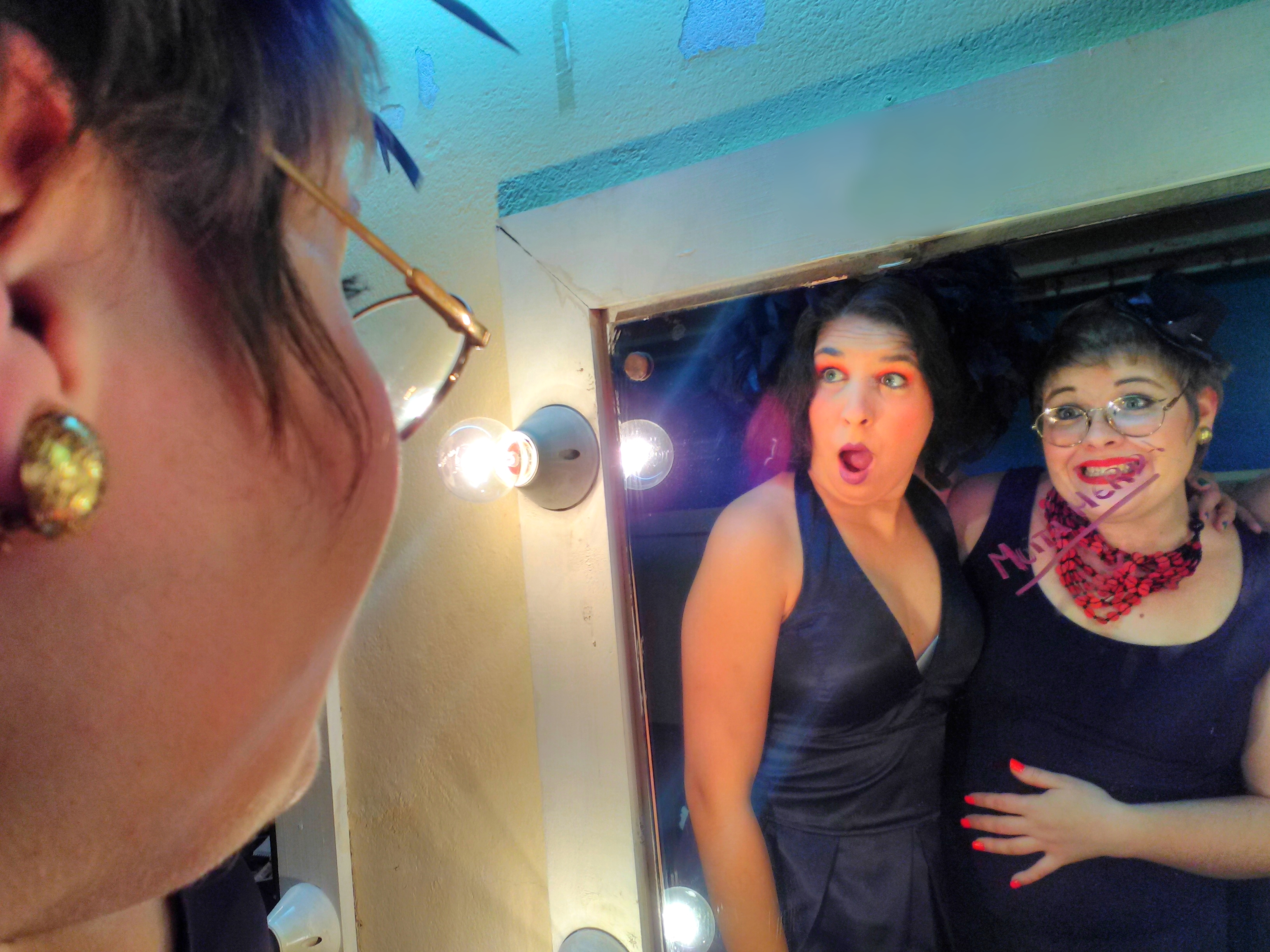
Mónica Kahlo nos bastidores de Uma Questão de Sexo ou de Morte
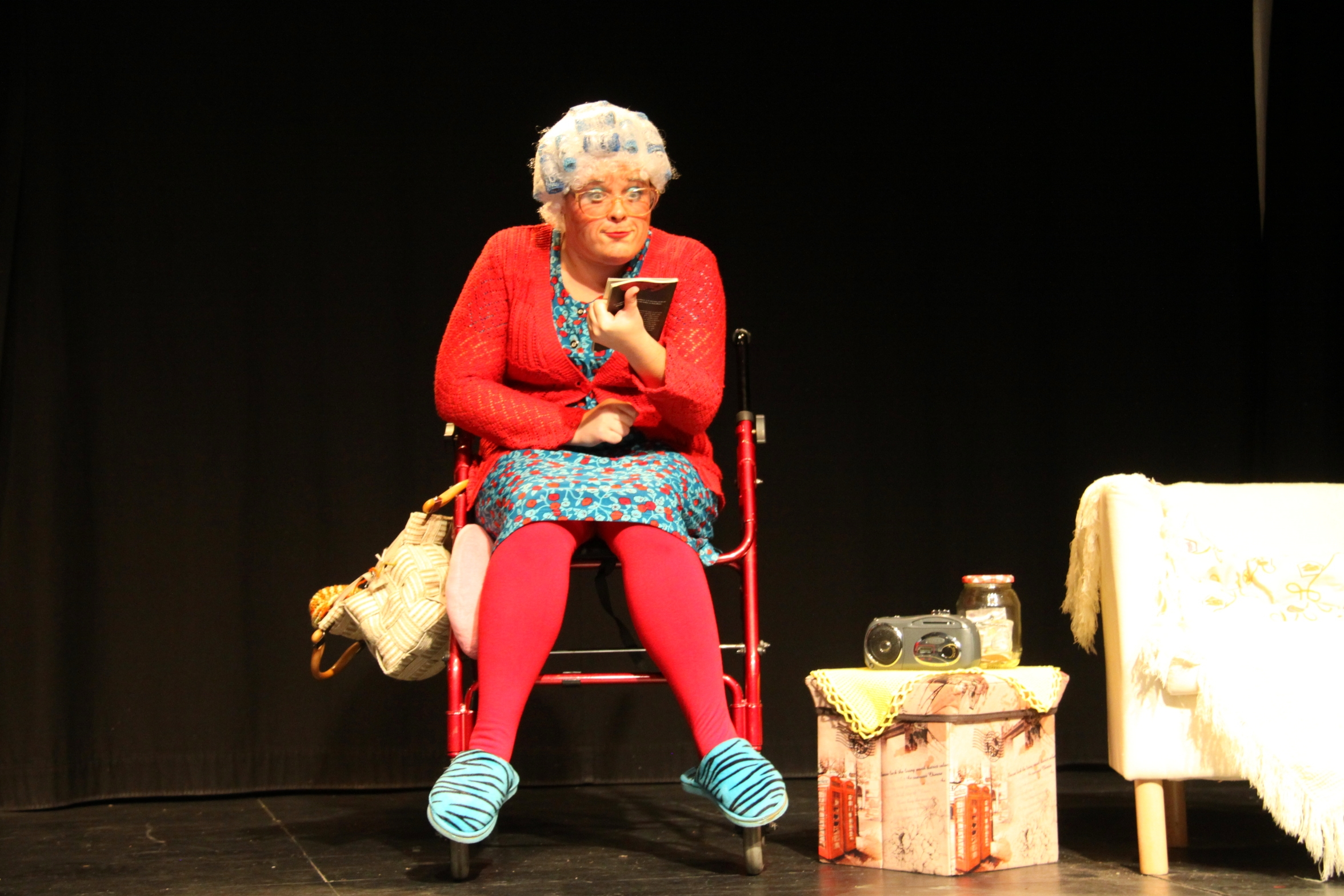
Mónica Kahlo em Vovó Ganza
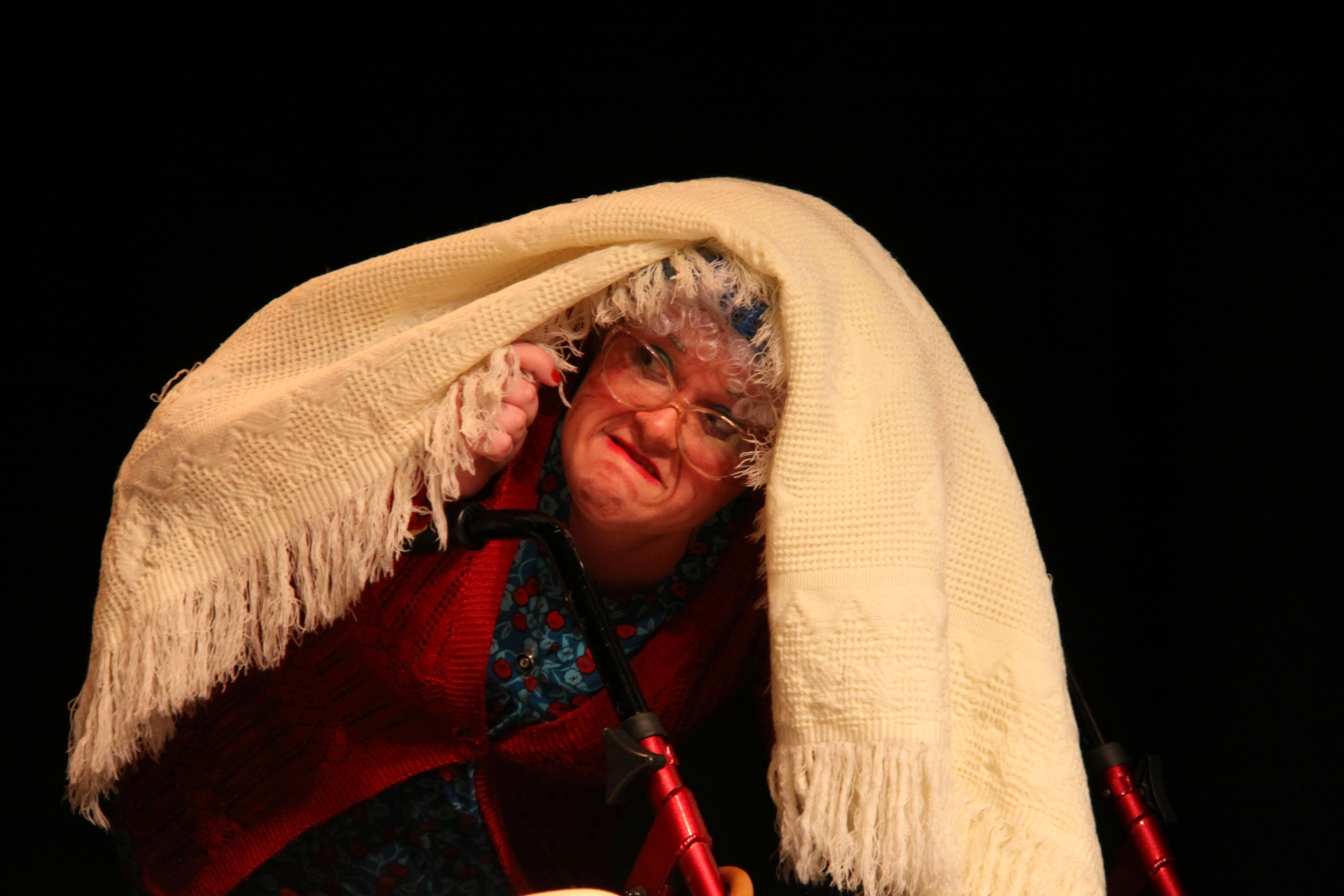
Mónica Kahlo como Vovó Ganza
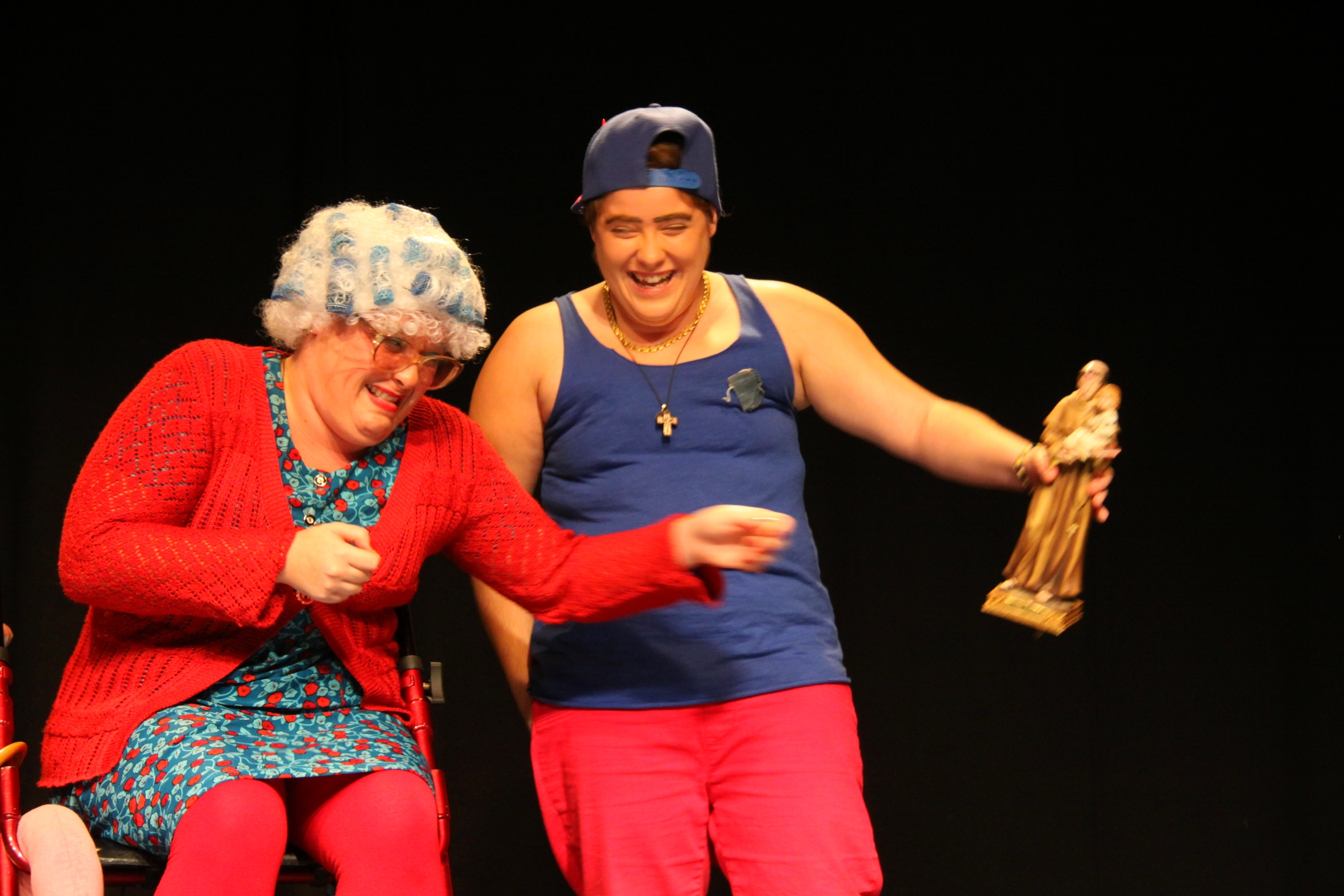
Mónica Kahlo e Sílvia Raposo em Vovó Ganza
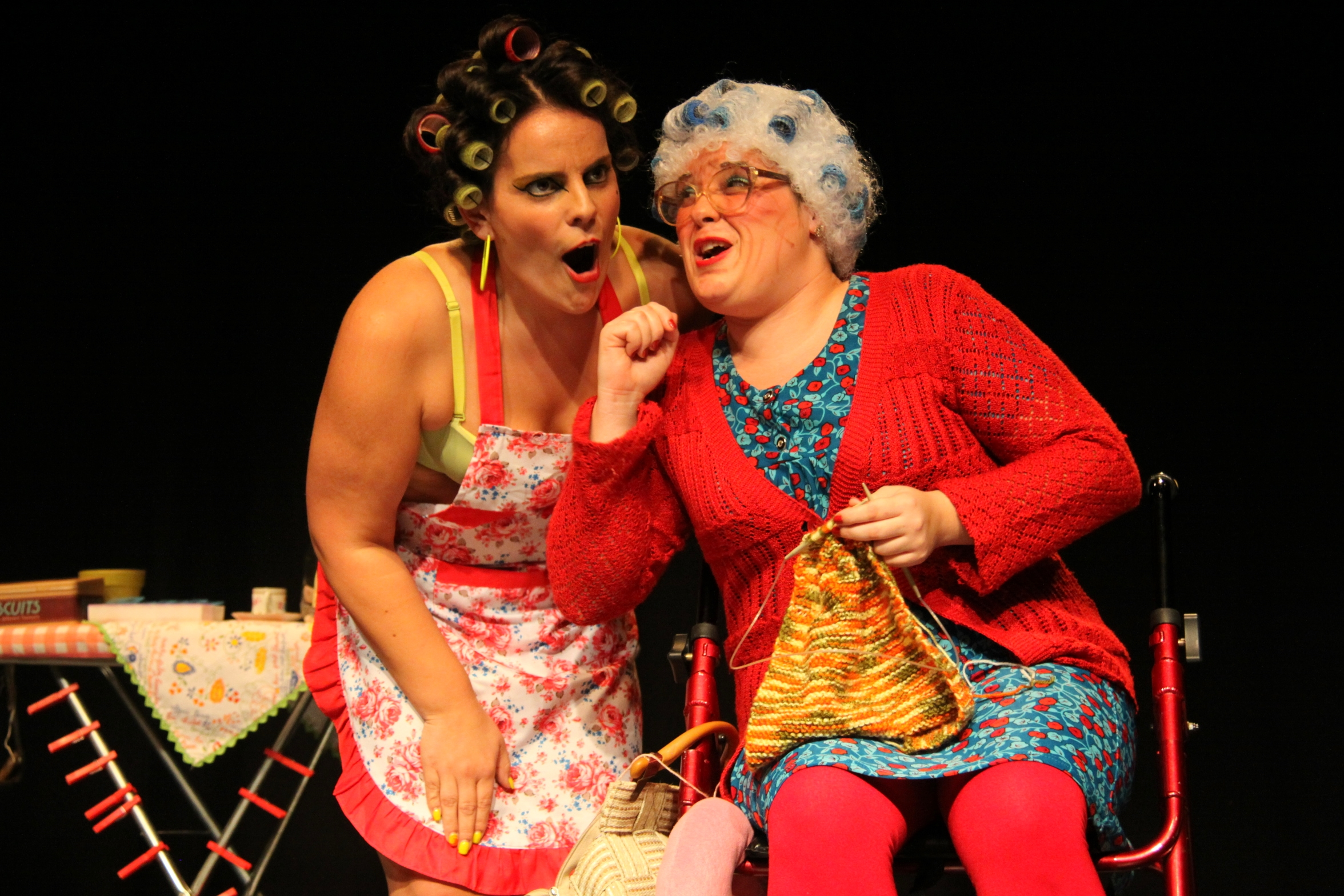
Margarida Camacho e Mónica Kahlo em Vovó Ganza
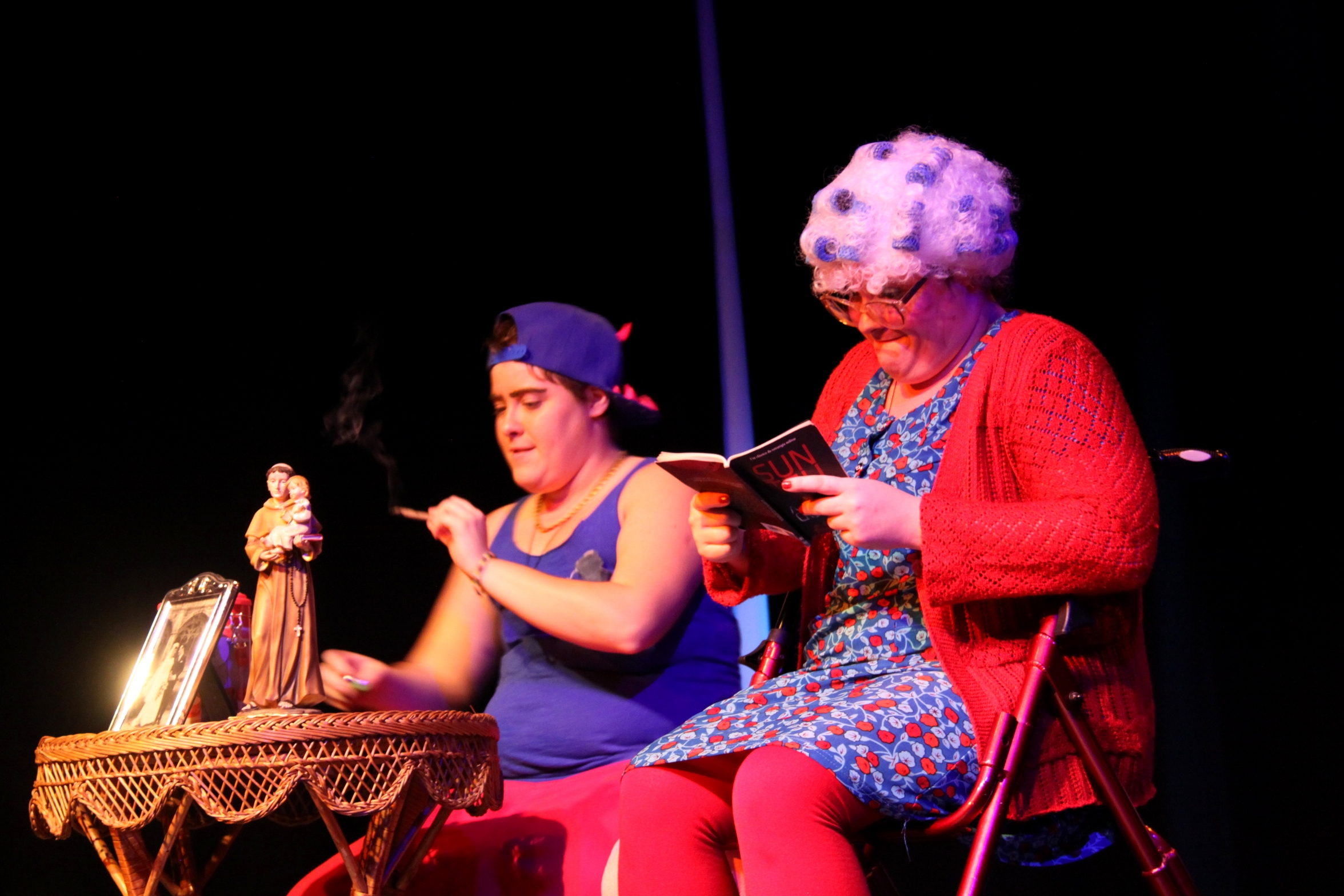
Sílvia Raposo e Mónica Kahlo em Vovó Ganza
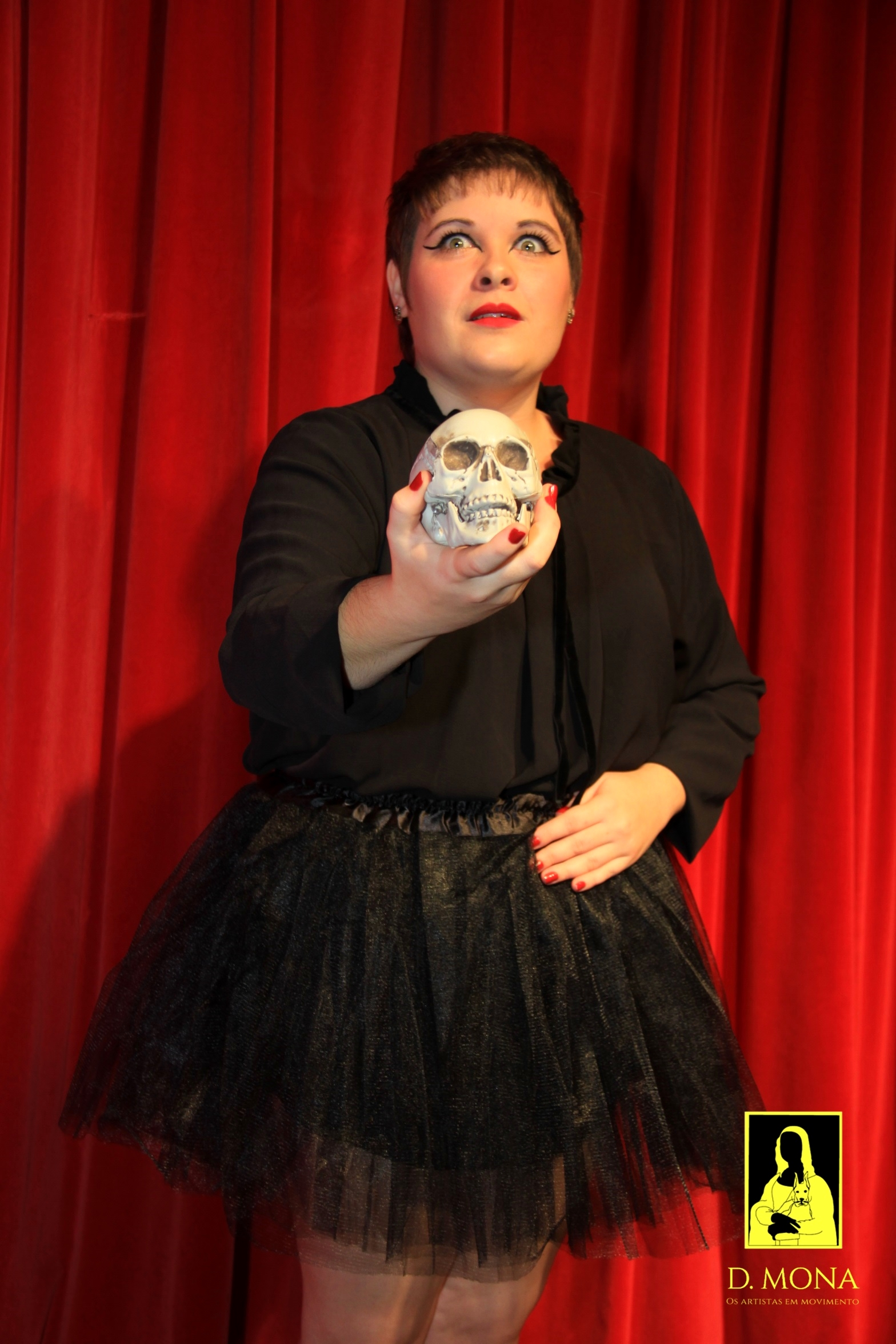
Mónica Kahlo, fundadora da companhia D. Mona